# Robert Gruthuysen
Der selige Robert Gruthuysen, auch Robert von Brügge (* vor 1131 in Brügge, Flandern; † 29. April 1157 im Kloster Clairvaux, Frankreich), war der zweite Abt des Zisterzienserklosters Clairvaux.
Er entstammte der vornehmen flämischen Familie Gruthuysen. Er war einer der dreißig Studenten, die Bernhard von Clairvaux 1131 von Flandern nach Clairvaux brachte. Acht Jahre später wurde er Abt des Klosters Ten Duinen (Koksijde, Belgien). 1153 wurde er Nachfolger von Bernhard von Clairvaux als Abt von Clairvaux. Robert Gruthuysen starb 1157.
Sein Gedenktag ist der 29. April.